# پنج بومی کوچک
پنج بومی کوچک (به انگلیسی: Five Little Indians) رمانی است به قلم میشل گود (به انگلیسی: Michelle Good) که در سال ۲۰۲۰ منتشر شد. نویسنده رمان که از مردمان کری (بومیان آمریکای شمالی) است، داستان پنج بومی کوچک بازمانده مدارس شبانه‌روزی بومیان کانادا را بازگو می‌کند که پس از پایان حضورشان در این مدارس، برای ساخت آینده‌ای بهتر در ونکوور دست به کار می‌شوند و به موفقیت‌هایی نیز دست می‌یابند. با وجود اینکه این رمان یک داستان غیرواقعی است، برخی از بخش‌هایش بر اساس تجربه مادر و مادربزرگ نویسنده که از بازماندگان مدارس شبانه‌روزی بومیان در کانادا هستند، اقتباس شده‌است. میشل گود بیش از یک دهه روی این کتاب کار کرد. او در بخشی از فرایند نگارش، از نتایج ارزیابی روانشناختی کودکانی که قربانی خشونت جسمی یا جنسی بودند برای به تصویر کشیدن اثرات بلندمدت حضور در آن مدارس بر زندگی شخصیت‌ها بهره گرفت. این رمان در سال ۲۰۲۱ برنده جایزه فرماندار کل کانادا برای بهترین داستان انگلیسی‌زبان و نیز جایزه اولین رمان آمازون کانادا شد.